# Tuka Rocha
Christiano "Tuka" Rocha (São Paulo, 13 december 1982 - Salvador, 17 november 2019) was een Braziliaans autocoureur.
Hij won meerdere kartkampioenschappen in Brazilië van 1996 tot 2000. Hij verhuisde daarna naar de Zuid-Amerikaanse Formule 3 Lights. In 2002 ging hij in Europa in de World Series by Nissan rijden, waar hij landgenoot Ricardo Zonta als teamgenoot kreeg. In 2004 nam hij deel aan de Superfund Euro 3000. In 2005 was hij testrijder voor A1 Team Brazilië in de A1GP en in het seizoen 2006-07 werd hij een van de vaste rijders. In 2008 werd Rocha gekozen om de auto van Flamengo te rijden in de Superleague Formula.
Hij overleed op 36-jarige leeftijd na een vliegtuigongeluk.

## A1GP resultaten
| Jaar    | Inschrijving     | 1          | 2          | 3          | 4          | 5       | 6       | 7       | 8       | 9          | 10         | 11      | 12      | 13         | 14         | 15      | 16      | 17      | 18      | 19      | 20      | 21      | 22      | Rang | Punten |
| ------- | ---------------- | ---------- | ---------- | ---------- | ---------- | ------- | ------- | ------- | ------- | ---------- | ---------- | ------- | ------- | ---------- | ---------- | ------- | ------- | ------- | ------- | ------- | ------- | ------- | ------- | ---- | ------ |
| 2006-07 | A1 Team Brazilië | NED SPR 14 | NED FEA 12 | CZE SPR 10 | CZE FEA 14 | BEI SPR | BEI FEA | MAL SPR | MAL FEA | IND SPR 15 | IND FEA 14 | NZL SPR | NZL FEA | AUS SPR NF | AUS FEA 11 | RSA SPR | RSA FEA | MEX SPR | MEX FEA | SHA SPR | SHA FEA | GBR SPR | GBR FEA | 18   | 9      |